# Verkförteckning för Giacomo Puccini

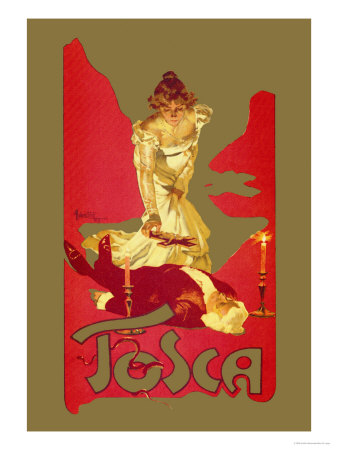
Affisch för Tosca

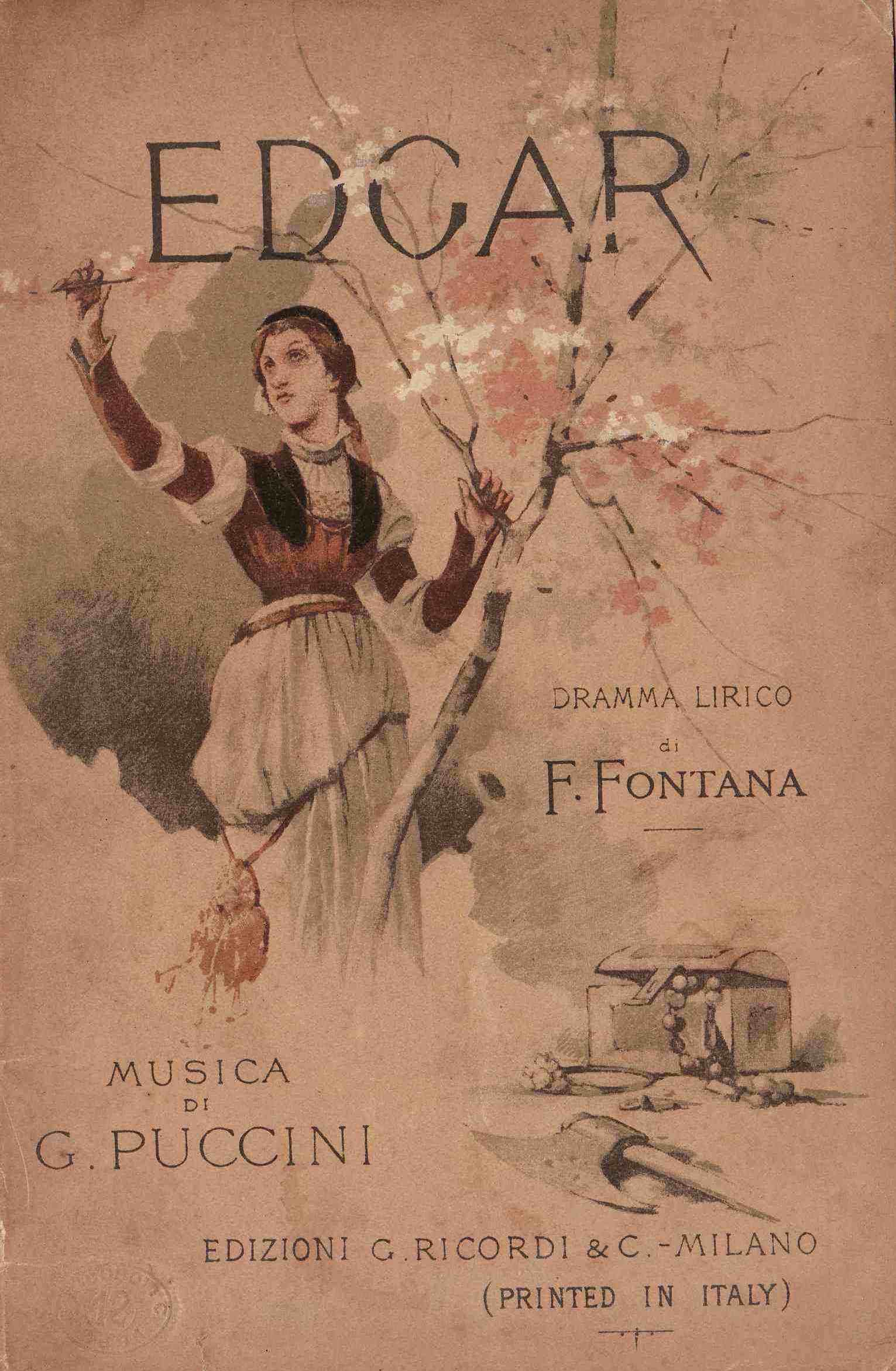
Omslag till libretto för Edgar

Detta är en lista över kompositioner av Giacomo Puccini.

## Operor
- Le Villi (Häxorna). Opera i 1 akt - 1883
- Edgar. Opera i 4 akter - 1889
- Manon Lescaut. Opera i 4 akter - 1893
- La Bohème. Opera i 4 akter - 1896
- Tosca. Opera i 3 akter - 1900
- Madama Butterfly. Opera i 2 akter - 1904
- Flickan från Vilda Västern (La fanciulla del West). Opera i 3 akter - 1910
- Svalan (La rondine). Operett - 1917
- Triptyken: (Il trittico). En samling av tre enaktsoperor - 1920 
  1. Manteln (Il tabarro).
  2. Gianni Schicchi.
  3. Syster Angelica (Suor Angelica).
- Turandot. Opera i 3 akter - 1926

## Orkestermusik
- Preludio sinfonico A-dur. 1876
- Capriccio sinfonico 1883
- Adagietto, skiss 1883
- 3 Menuetter 1892
- 2 Marscher: Avanti & Scozze elettrice. 1896

## Kammarmusik
- Scherzo, stråkkvartett 1880—1883
- Stråkkvartett D-dur 1880—1883
- La Sconsolata, violin/piano 1883
- Fugor för stråkkvartett 1883
- I Crisantemi, stråkkvartett 1890
- Pianotrio (fragment)

## Instrumentalmusik
- Flera små orgel- och pianostycken före 1880
- Foglio d'album, piano 1907
- Piccolo tango, piano 1907

## Kyrkomusik
- Credo in honorem San Paolino, motett 1878
- Salve del ciel regina, sopran/harmonium före 1880
- Mässa A-dur 1880.
- Requiem a tre voci, viola e organo 1905 (Till Verdis minne)

## Körmusik
- I figli d'Italia bella, kantat solo/orkester 1877
- Cantata a Giove 1897

## Sånger
- Melanconia (Ghislanzoni) 1881
- Allor Ch'io sarò morto (Ghislanzoni) 1881
- Spirito gentil (Ghislanzoni) 1882
- Noi leggeramo (Ghislanzoni) 1882
- Storiella d'amore (Ghislanzoni) 1883
- Menti all'avviso 1883
- Solfeggi, pedagogiskt verk 1888
- Sole e amore (Puccini) 1888
- Avant, Urania! (Fucini) 1891
- É l'uccellino (Fucini) 1899
- Inno a Diana (Abeniacar) 1899
- Terra e mare (Panzacchi) 1902
- Morire? (Adami) ca 1917-1918
- Inno di Roma (Salvatori) 1923